# Yspwys Mwyntyrch ab Yspwys
Yspwys Mwyntyrch ab Yspwys (circa 430 ) est un souverain brittonique légendaire de la Grande-Bretagne post-romaine.

## Récits et contexte
Yspwys Mwyntrch est réputé être le père d' Unhwch Unarchen et de Mynan  et l'ancêtre de  Marchudd ap Cynan (circa 840 ? )  et de ce fait de la maison Tudor .
Dans un, récit rapporté par Evan Evans (en) d'après le manuscrit Panton MS.17 fo.8v de lois galloises du  XIIIe siècle, son père et lui se nomment respectivement  Espwys and Espwch, et il est précisé que « ces hommes venaient d'Espagne avec Uthyr (Uthr Bendragon) et Emreys (Emrys Wledig) ». Une autre version, attribuée à des notes de Wiliam Llŷn († 1580), a été recopiée dans le Manuscrit Peniarth Ms 234, p. 30 vers 1650 par Robert Powell Vaughan (en)  lorsqu'il retrace la généalogie de la maison Tudor:
```
 
Iorwerth ap Llewelyn ap Tudor ap Gwyn ap Bradwen ap Mael ap Bleddyn ap Morudd ap Cynddelw ap Cyfnerth ap Cadifor ap Rhun ap Morgynhor ap Cynfawr ap Hefan ap Cadifor ap Maeldaf hynaf ap Unhwch Unarchen ap Yspwys ap Yspwch. Yspwys et Yspwch, père et fils vinrent dans cette ile d'Espagne avec Uther et Emrys et s'installèrent d'abord à  Moel Ysbidion (C'est-à-dire, Moel Esgidion = Moel Caer Unwch dans le 
Meirionydd
, à environ trois miles à l'est de  Dolgellau).  Lorsqu' Emrys eu repris son trône à l'usurpateur Vortigern , il récompensa ces hommes, c'est-à-dire Ysbwch et son fils Ysbwys qui faisait partie de sa suite, avec la centaine de Talybont et une grande parte d'Estimanner où leur postérité vit et s'épanouit... même jusqu'à nos jours. D'autre disent que  Maeldaf fut seigneur de  Pennard en Arfon, mais qu'il était le fils de  Menwyd ap Rhiryd ap Ruol ap Tegog ap Einion Yrth ap Cunedda qui vivait à l'époque de Iago ap Beli
.
```

Cette légende témoigne de l'influence de Geoffroy de Monmouth, bien que dans son Historia regum Britanniae Ambrosius Aurelianus et Uther  trouvent refuge chez le roi Budicius en Bretagne armoricaine  et non pas en Espagne...
Selon cette généalogie, Unhwch Unarchen est le père de  Maeldaf Hynaf, un contemporain selon une autre tradition de Maelgwn Gwynedd et de Rhun Hir ap Maelgwn, alors que dans le Bonedd y Saint  Yspwys est l'ancêtre des saints Tegvan d'Anglesey . et Elian Geimiad 
Ces éléments semblent chronologiquement consistants et sur cette base une naissance d'Yspwys senior circa. 400 ap J-C est acceptable. Par contre dans ce contexte il est impossible qu'il soit le fils de Cadrawd Calchfynydd et le descendant à la 6e génération de Coel Hen comme indiqué dans le  Bonedd Gwŷr y Gogledd